# Episodi di Faking It - Più che amiche (terza stagione)
La terza stagione della serie televisiva Faking It - Più che amiche è stata trasmessa negli Stati Uniti d'America sul canale MTV a partire dal 15 marzo 2016.
In Italia la stagione è andata in onda dal 22 marzo 2016 su MTV Next.
| nº | Titolo originale         | Titolo italiano       | Prima TV USA   | Prima TV Italia |
| -- | ------------------------ | --------------------- | -------------- | --------------- |
| 1  | It's All Good            | Va tutto bene         | 15 marzo 2016  | 22 marzo 2016   |
| 2  | Let's Hear It for the Oy | La prima mossa        | 22 marzo 2016  | 1º aprile 2016  |
| 3  | Karmygeddon              | Karmygeddon           | 29 marzo 2016  | 8 aprile 2016   |
| 4  | Jagged Little Heart      | La band di Karma      | 5 aprile 2016  | 15 aprile 2016  |
| 5  | Third Wheels             | Genitori in trappola  | 12 aprile 2016 | 22 aprile 2016  |
| 6  | Spooking It              | Dolcetto o scherzetto | 19 aprile 2016 | 29 aprile 2016  |
| 7  | Game On                  | Cambio di tattica     | 26 aprile 2016 | 6 maggio 2016   |
| 8  | Untitled                 | Ritrovare sé stessi   | 3 maggio 2016  | 13 maggio 2016  |
| 9  | Ex-Posed                 | Indecisioni           | 10 maggio 2016 | 20 maggio 2016  |
| 10 | Up in Flames             | Fuoco e fiamme        | 17 maggio 2016 | 27 maggio 2016  |

## Va tutto bene
- Titolo originale: It's All Good
- Diretto da: Jamie Travis
- Scritto da: Carter Covington

## La prima mossa
- Titolo originale: Let's Hear It for the Oy
- Diretto da: Jamie Travis
- Scritto da: Erica Peterson

## Karmygeddon
- Titolo originale: Karmygeddon
- Diretto da: Jamie Travis
- Scritto da: Stefanie Leder

## La band di Karma
- Titolo originale: Jagged Little Heart
- Diretto da: Silas Howard
- Scritto da: Dan Steele

## Genitori in trappola
- Titolo originale: Third Wheels
- Diretto da: John Whitesell
- Scritto da: George Northy

## Dolcetto o scherzetto
- Titolo originale: Spooking It
- Diretto da: Patrick Norris
- Scritto da: Erica Peterson (soggetto); Carter Covington (sceneggiatura)

## Cambio di tattica
- Titolo originale: Game On
- Diretto da: Melanie Mayron
- Scritto da: Carrie Rosen

## Ritrovare sé stessi
- Titolo originale: Untitled
- Diretto da: Jeff Melman
- Scritto da: Dan Steele

## Indecisioni
- Titolo originale: Ex-Posed
- Diretto da: Jeff Melman
- Scritto da: Stefanie Leder

## Fuoco e fiamme
- Titolo originale: Up in Flames
- Diretto da: Jeff Melman
- Scritto da: George Northy e Carrie Rosen

### Trama
Amy capisce che Sabrina l'ha ingannata e si confida con karma poi i genitori di karma e dayene decidono che per spazzare via la sfortuna decidono di fare un falò per buttare tutti i ricordi brutti nel fuoco una volta fatto però la casa di karma va a fuoco e così va a vivere da amy il giorno dopo karma rincontra Sabrina che dice che è disposta a far tutto per riavere amy karma però non pensa che sia una buona idea e non la vuole aiutare però Sabrina è riuscita a corrompere karma e quindi la aiutò la sera dell'ho ho party di Farrah Sabrina fa coming out e dice in pubblico di amare amy così sabrina va da amy e la bacia come fanno tutti gli altri uscita fuori da casa di amy per parlare con Felix karma dice che ha fatto la scelta giusta a far rimettere Sabrina con amy e Felix gli confida di aver trovato una ragazza karma scioccata vuole sapere il nome e Felix per mostrargliela bacia karma ma poi si toglie subito perché pensa che non sia la ragazza giusta ma poi tutte e due si baciano felici e inizia l'anno nuovo